# Filologia e Terra Média

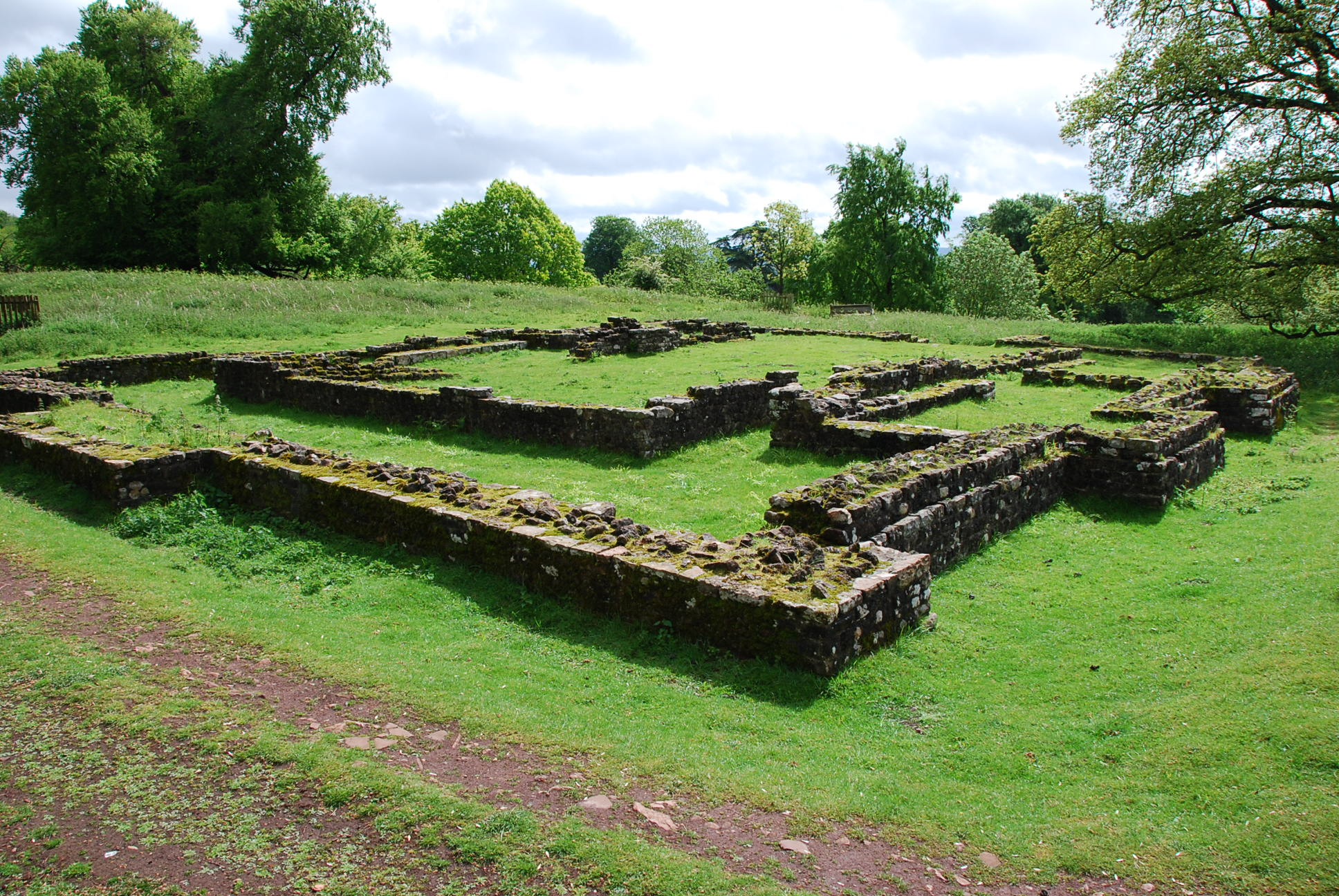
Entre as muitas influências da filologia em suas obras sobre a Terra Média, a visita de Tolkien ao templo de Nodens em um local chamado "Colina do Anão" e o estudo filológico subsequente de uma inscrição com uma maldição sobre um anel podem ter sido seminais, inspirando os Anães, as Minas de Moria, os Anéis de Poder e Celebrimbor "Mão de Prata", um Elfo-en que contribuiu para a construção de Moria.

A filologia, o estudo de linguística comparativa e histórica, especialmente do período Medieval, exerceu uma influência significativa no mundo fantástico de Terra Média criado por J. R. R. Tolkien. Como filólogo profissional, Tolkien utilizou seu conhecimento sobre literatura e línguas medievais para criar  famílias de línguas élficas e diversos detalhes de seu mundo inventado.
Entre as fontes medievais que inspiraram a Terra Média estão o poema Christ I [en], que deu origem à história de Eärendil, o início da mitologia de Tolkien; Beowulf, que ele utilizou em vários aspectos; seu estudo filológico da palavra em inglês antigo Sigelwara [en], que pode ter inspirado os Silmarils, Balrogs e os Haradrim; e sua pesquisa sobre uma inscrição no templo de Nodens, que parece ter levado à criação de Celebrimbor Mão de Prata, criador dos Anéis de Poder, aos Anães e ao próprio Um Anel.
O uso de seu conhecimento filológico na construção do legendarium da Terra Média foi abrangente, começando com as famílias de línguas élficas. A partir disso, ele criou elementos narrativos, incluindo a história e a geografia da Terra Média, os nomes de pessoas e lugares e, eventualmente, uma mitologia completa.

## Contexto
Desde os tempos de escola, J. R. R. Tolkien era, nas palavras de seu biógrafo John Garth [en], "entusiasta pela filologia"; seu colega de escola Rob Gilson o descreveu como "uma grande autoridade em etimologia". Tolkien era um filólogo profissional, especialista em linguística comparativa e histórica. Ele tinha particular familiaridade com o Inglês antigo e línguas relacionadas. Em uma entrevista ao poeta e crítico literário do The New York Times, Harvey Breit [en], Tolkien afirmou que "sou filólogo e todo o meu trabalho é filológico"; ele explicou a seu editor americano Houghton Mifflin que isso significava que seu trabalho era "coerente e, fundamentalmente, de inspiração linguística... A invenção de línguas é a base. As 'histórias' foram criadas mais para fornecer um mundo para as línguas do que o contrário. Para mim, o nome vem primeiro, e a história segue."
A estudiosa de Tolkien Verlyn Flieger [en] afirma que a profissão de Tolkien como filólogo e sua vocação como escritor de fantasia/teologia se sobrepunham e se complementavam, ou seja, ele "não mantinha seu conhecimento em compartimentos; sua expertise acadêmica informa sua obra criativa." Essa expertise baseava-se, segundo ela, na crença de que um texto só é conhecido por meio da "compreensão adequada de suas palavras, seu significado literal e seu desenvolvimento histórico." Ela destaca que ele explorou habilmente os estilos linguísticos de diferentes personagens para situá-los geograficamente, culturalmente e psicologicamente, comentando que "pode-se imaginar um ensaio de setenta páginas séculos adiante sobre 'Tolkien como Filólogo: O Senhor dos Anéis'.

### Crist I

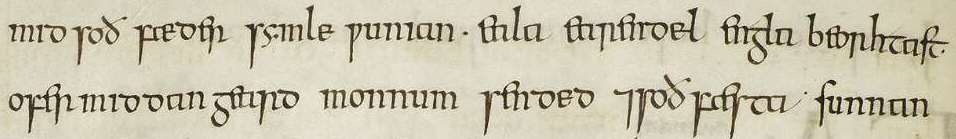
Ēala ēarendel engla beorhtast / ofer middangeard monnum sended, "Salve Earendel, o mais brilhante dos anjos, sobre a Terra Média enviado aos homens" (segunda metade da primeira linha, primeira metade da segunda linha) – parte do poema Crist I no en, fólio 9v, topo.

### Beowulf

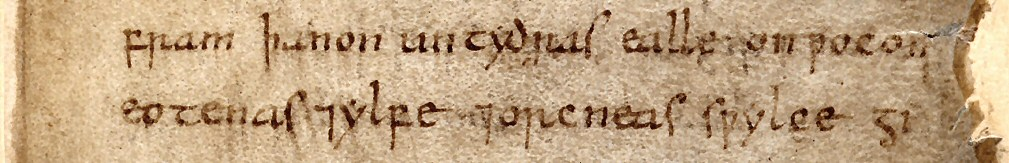
O estudo filológico detalhado de Tolkien sobre Beowulf, com seus eotenas [ond] ylfe [ond] orcneas, "gigantes [e] elfos [e] cadáveres demoníacos", ajudou a inspirá-lo a criar Elfos e Orcs.
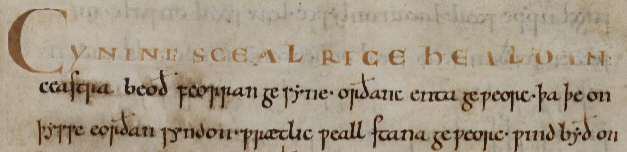
A frase Orthanc enta geweorc, na segunda linha do manuscrito em inglês antigo en, parece ter inspirado tanto a torre de Orthanc quanto os gigantes arbóreos Ents que viviam nas proximidades.

### Inventando línguas e povos para falá-las

Línguas Élficas mapeadas para a Cisão dos Elfos: Tolkien elaborou um mapeamento filológico detalhado das variações em suas famílias de línguas inventadas, correspondendo à história dos povos élficos e às complexas migrações que ele criou para utilizá-las. Mostrado está a palavra para "Elfos" em cada uma das línguas.

### Inventando uma mitologia

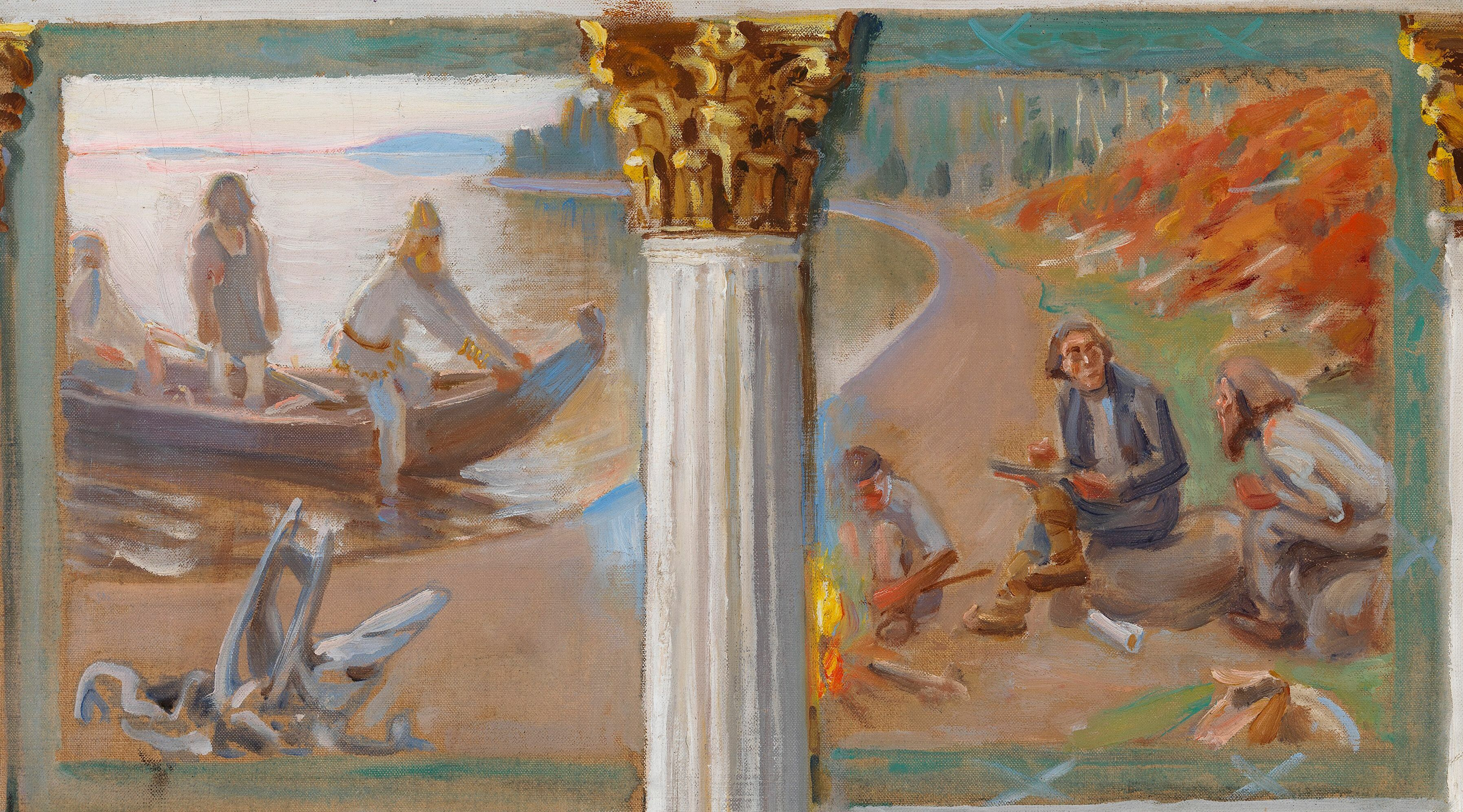
Tolkien não conseguiu emular Elias Lönnrot, que viajou pela Finlândia registrando folclore oral. Esboço de 1912 para um mural, Lönnrot e os Cantores de Runas, por Akseli Gallen-Kallela.

### De palavras para histórias

Segundo Shippey, Tolkien inventou partes da Terra Média para resolver o quebra-cabeça linguístico que ele criou acidentalmente ao usar diferentes en de línguas europeias para os povos de seu legendarium.

### Humor filológico

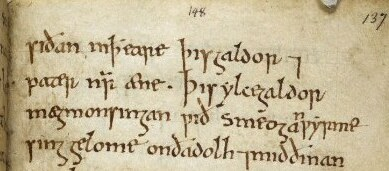
Tolkien nomeou o dragão Smaug em uma piada filológica, possivelmente baseada em uma frase no livro em inglês antigo de Remédios (en). A frase no encantamento wid smeogan wyrme, "contra um verme penetrante", forma o final da linha 3.